# وزارة الصحة ورعاية المسنين (أستراليا)
وزارة الصحة ورعاية المسنين (بالإنجليزية: The Department of Health and Aged Care)‏، كانت تُعرف سابقًا باسم وزارة الصحة، هي وزارة تابعة للحكومة الأسترالية مسؤولة عن البحوث الصحية والتمويل والترويج والتنظيم في أستراليا. تشرف وزارة الصحة ورعاية المسنين على خدمات الرعاية الصحية الأولية ورعاية المسنين بينما تدار الخدمات الصحية المتخصصة من قبل حكومات الولايات والأقاليم. الوزارة مسؤولة عن برامج مثل تقديم المساعدة الطبية لكبار السن وخطط الفوائد الصيدلانية والوكالات مثل إدارة السلع العلاجية والمجلس الوطني للبحوث الصحية والطبية.
الوزارة مسؤول أمام البرلمان من خلال وزير الصحة ورعاية المسنين ويعاونه أربعة وزراء مساعدين. يشغل سكرتير الوزارة حاليا بريندان ميرفي.